# رايموند بيري
رايموند بيري (بالإنجليزية: Raymond Berry)‏ هو لاعب كرة قدم أمريكية أمريكي، ولد في 27 فبراير 1933 في كوربوس كريستي في الولايات المتحدة.

## وصلات خارجية
- رايموند بيري على موقع مرجع كرة القدم المحترفة.كوم (الإنجليزية)
- رايموند بيري على موقع إن إن دي بي (الإنجليزية)